# Agostino Carracci

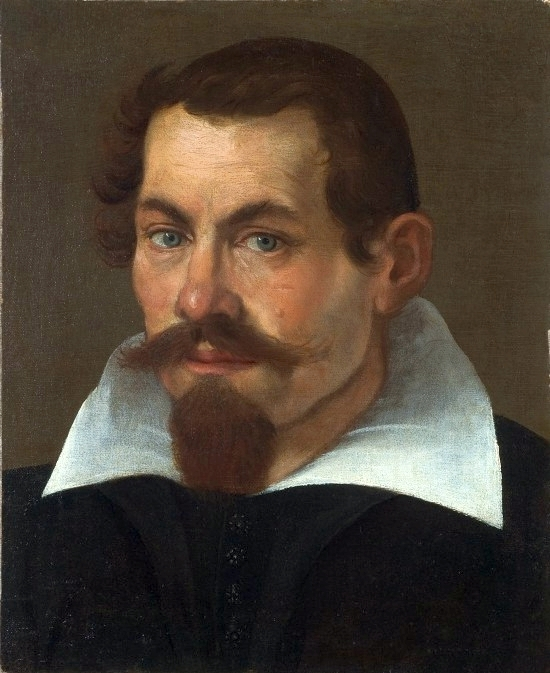
Selbstporträt von Agostino Carracci, Palastmuseum Wilanów, Warschau

Agostino Carracci (* 16. August 1557 in Bologna; † 22. März 1602 in Parma) war ein italienischer Maler und Kupferstecher.

## Leben
Er wurde als Sohn des Schneiders Antonio Carracci in Bologna geboren und am 16. August 1557 getauft. Nach einer Goldschmiede-Lehre wandte sich Agostino der Malerei zu, die er in der Werkstatt von Prospero Fontana und später (um 1577) bei Bartolomeo Passarotti und Domenico Tibaldi erlernte. Schon früh trat er als Kupferstecher hervor: seine ersten nachgewiesenen Stiche sind mit 1576 datiert und signiert.

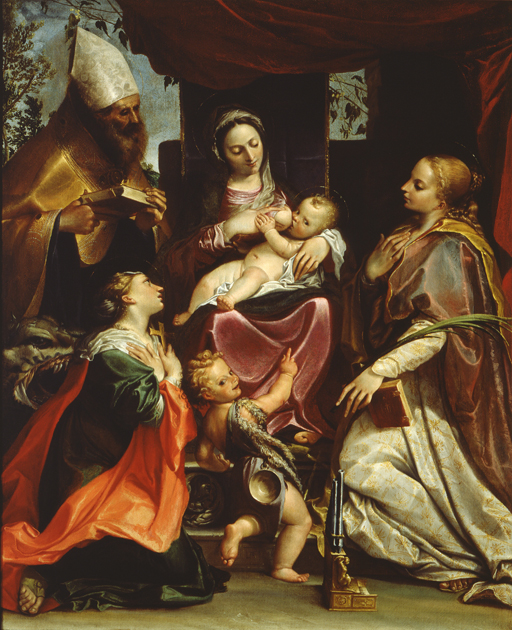
Madonna mit Kind und Heiligen, Galleria nazionale di Parma

Reisen führten ihn (vielleicht) 1581 nach Rom und im Jahr darauf nach Venedig, wo er Stiche nach Gemälden von Tintoretto und Veronese schuf. 1583 war er in Mailand und in Cremona. Dort fertigte er Stiche nach Zeichnungen von Antonio Campi für das Buch Cremona fedelissima, das 1585 herausgebracht wurde.
In seiner Heimatstadt Bologna gehörte er zusammen mit seinem jüngeren Bruder Annibale und seinem zwei Jahre älteren Cousin Lodovico Carracci zu der Accademia degli Incamminati, die eine Reform der Malerei im Sinne größerer Natürlichkeit und mit Rückbezug zu den klassischen Idealen der Renaissance anstrebten. Das erste große Gemeinschaftsprojekt der drei war die 1583–84 ausgeführte Freskendekoration im bologneser Palazzo Fava.
Agostino reiste wahrscheinlich 1586–87 nach Parma und 1588–89 nochmals nach Venedig. Aus einer unehelichen Verbindung wurde ihm dort sein Sohn Antonio geboren, dessen Taufpate laut Bellori Jacopo Tintoretto gewesen sein soll. In der folgenden Zeit bis 1594 lebte Agostino wieder in Bologna.
Obgleich seine Hauptbeschäftigung die Kupferstecherei war, schuf er auch Ölgemälde, die vor allem von der venezianischen Malerei beeinflusst waren, aber nach und nach in der Zeichnung strukturierter wurden. Als sein Hauptwerk gilt die Letzte Kommunion des Hl. Hieronymus (ca. 1592), die sich heute in der Pinacoteca Nazionale di Bologna befindet. Daneben wirkte er auch bei weiteren Gemeinschaftsprojekten der Carracci mit: Freskendekorationen im Palazzo Magnani-Salem (ca. 1588–1591) und im Palazzo Sampieri Talon (1593–94).

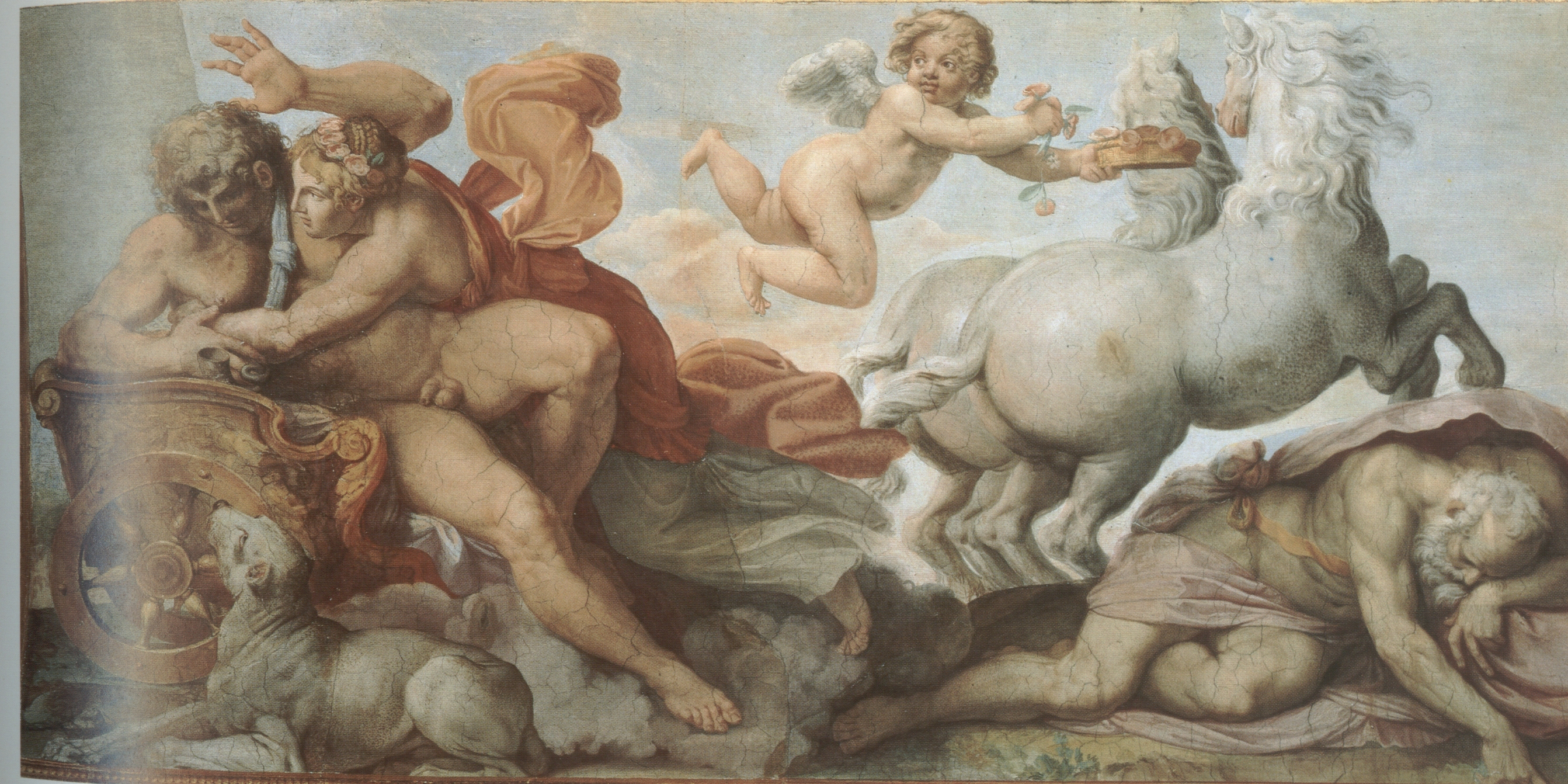
Aurora und Kephalus, Fresko Agostino Carraccis in der Galleria Farnese, Rom

Ende 1594 begleitete Agostino seinen Bruder Annibale auf einer ersten kurzen Reise nach Rom, von der sie Anfang 1595 nach Bologna zurückkehrten. Wahrscheinlich war Agostino 1597 in Parma, bevor er wieder nach Rom ging, um mit Annibale an den Fresken im Palazzo Farnese mitzuarbeiten. Nach der Tradition sind zwei Szenen in der Galleria Farnese von Agostino: Thetys und Peleus (auch genannt: Galatea), sowie Aurora und Kephalos.
Daneben malte er in Rom auch ein Porträt der Anna Parolini Guicciardini (1598, Gemäldegalerie Berlin), und zwei Bilder, die später mit der Sammlung Farnese ins Museo di Capodimonte in Neapel gelangten: das Gruppenporträt Arrigo peloso, Pietro matto und Amon nano, sowie die Hl. Familie mit der Hl. Margherita.
Das Verhältnis der beiden Malerbrüder soll nicht ohne Spannungen gewesen sein und im Jahr 1600 kam es zu einem heftigen Streit zwischen den beiden, so dass Agostino aus Rom nach Bologna zurückreiste. Im Juli desselben Jahres nahm er eine Anstellung in Parma am Hofe des Herzogs Ranuccio I. Farnese an, für den er Fresken zum Thema „Omnia vincit amor“ in einem Zimmer des Palazzo del Giardino malte, die er jedoch nicht mehr vollenden konnte.
Er starb am 23. Februar 1602 und wurde im Dom zu Parma beigesetzt. Laut Berendson feierte die Accademia degli Incamminati in Bologna am 18. Januar 1603 eine Gedenkfeier für Agostino in der Kirche des Ospedale della Morte.

## Würdigung
Agostino Carraccis frühe Biographen beschreiben ihn als gebildeten Menschen mit weitreichenden Interessen für Wissenschaften, Dichtung und Musik. Von den drei Carracci soll er derjenige gewesen sein, der sich am meisten für Kunsttheorie und für die Lehre in der Akademie interessiert haben soll. Ähnlich wie Annibale schuf auch er einige Karikaturen.

„Seine Hauptbedeutung liegt auf dem Gebiet des Kupferstichs. Der Niederländer Cornelis Cort hatte damals in Italien durch seine feste und energische Manier großen Einfluss gewonnen, und Carracci nahm ihn sich zum Muster, wobei zugleich Ch. Albertis malerischere Behandlung des Stichs auf ihn einwirkte. Er gewann eine größere Freiheit und Mannigfaltigkeit in den Strichlagen und zeichnete dabei in fester und großartiger Manier. Seine Schraffierungen, mit kraftvoller Hand geführt, drücken stets die Form richtig aus. Carracci ist ein wichtiges Mittelglied zwischen den Stechern des 16. Jahrhunderts und denen der Rubensschen Schule; obwohl noch nicht so malerisch wie die letzteren, hat er ihnen doch den Weg gebahnt. Die Zahl seiner Blätter beziffert sich auf ca. 270; sie sind zum Teil nach seinen eigenen Erfindungen, zum Teil nach italienischen Meistern des 16. Jahrhunderts ausgeführt.“

Ende des 18. Jahrhunderts wurde in Frankreich eine Sammlung pornografischer Drucke veröffentlicht, die auf Zeichnungen Agostino Carracis beruhen sollen.

## Bilder

### Gemälde

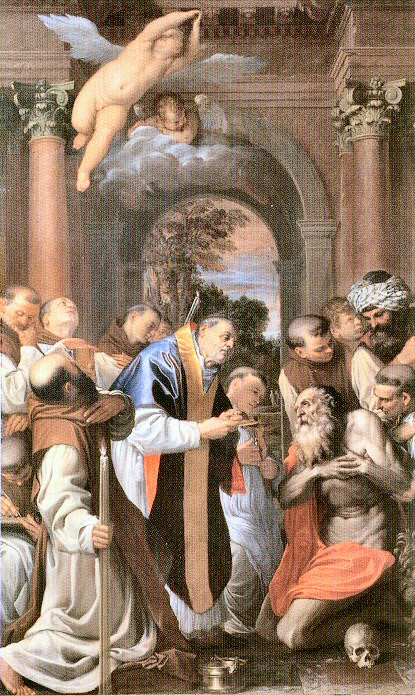
Der Hl. Hieronymus, 1591, Pinacoteca Nazionale di Bologna
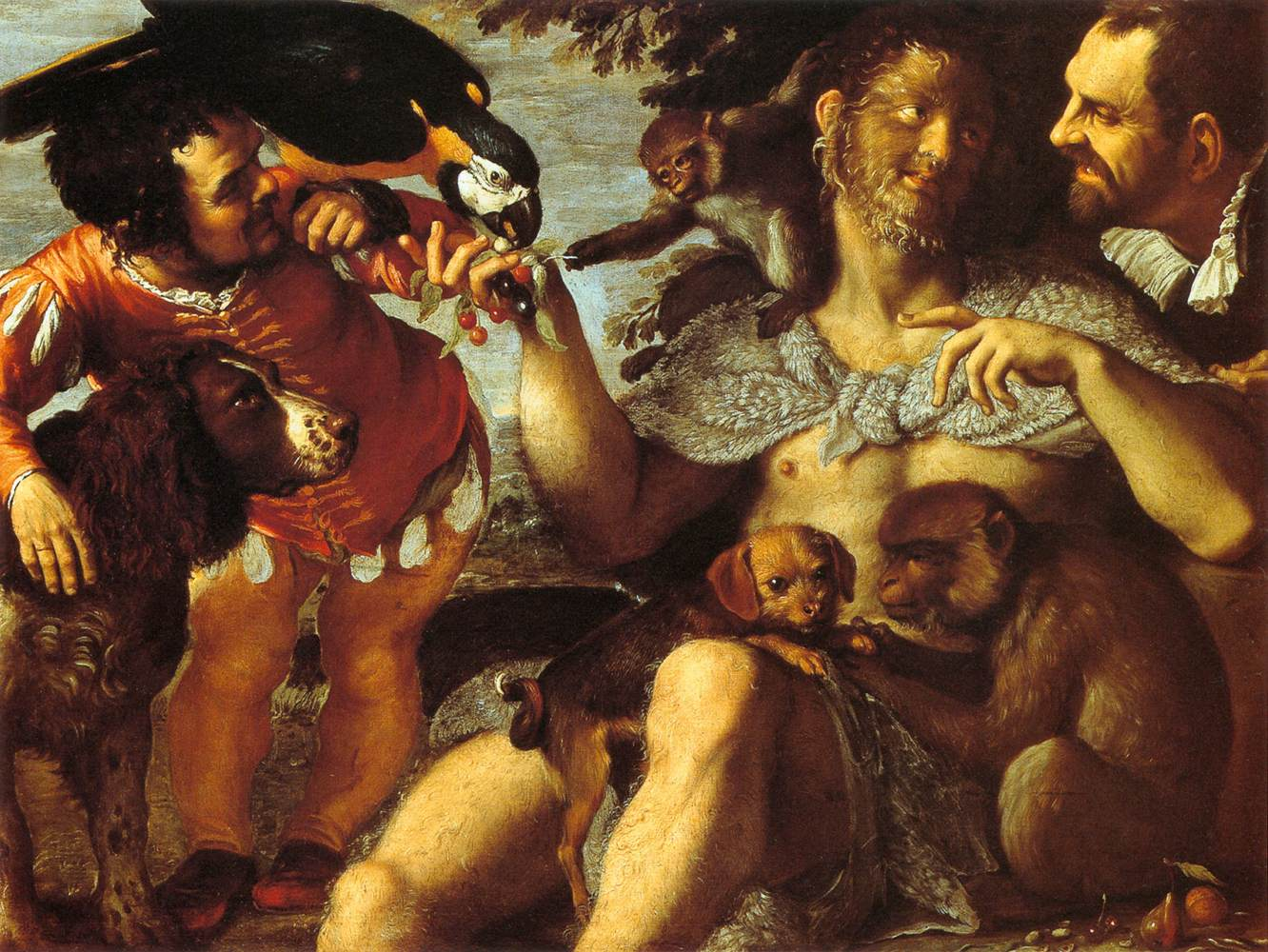
Arrigo Peloso, Pietro Matto und Amon Nano („der Haarige Heinrich, der verrückte Pietro und Amon der Zwerg“), ca. 1598, Museo di Capodimonte, Neapel
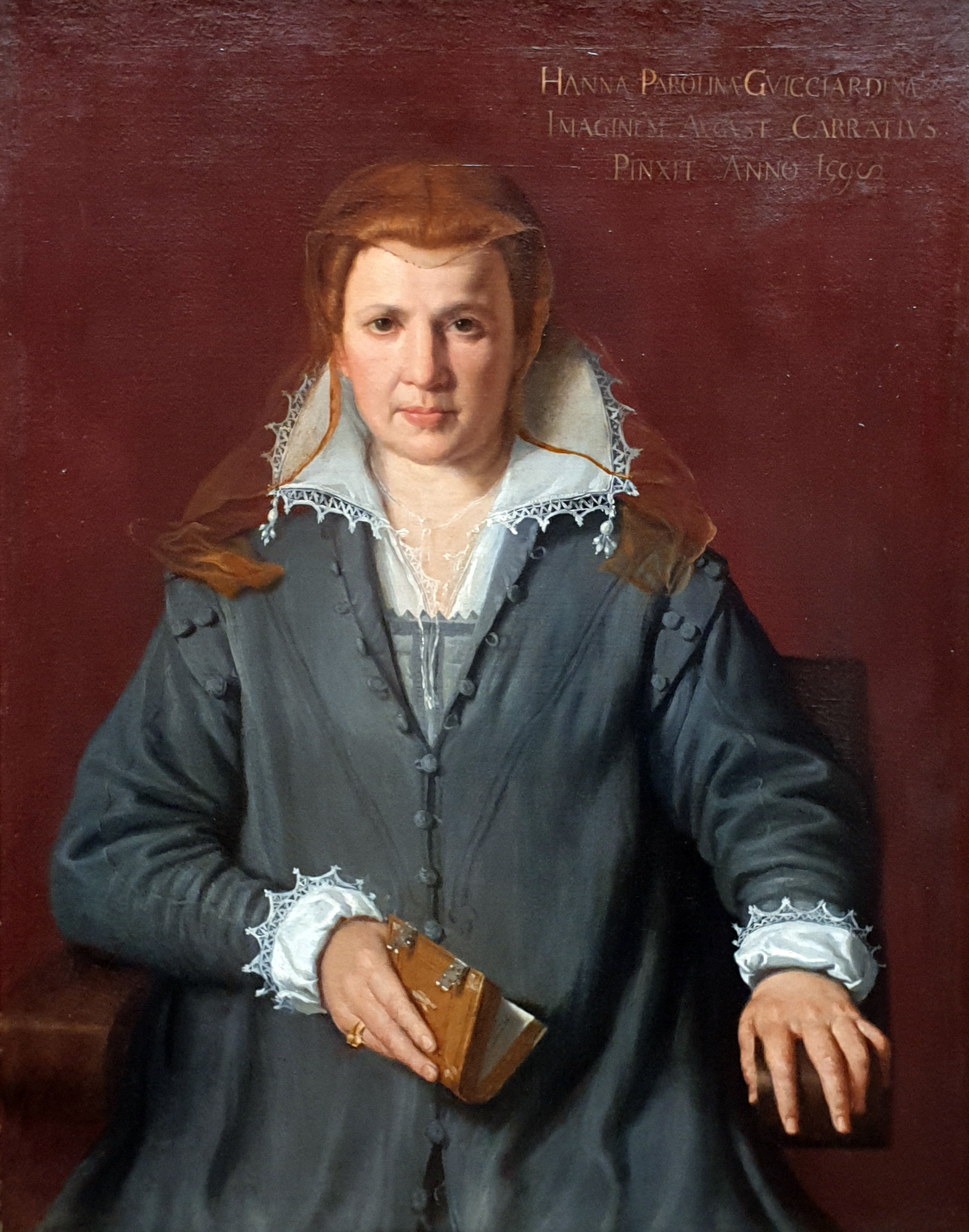
Anna Parolini Guicciardini, 1598, Gemäldegalerie Berlin
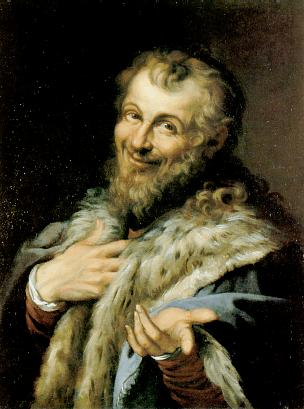
Demokrit, ca. 1598, Museo di Capodimonte, Neapel
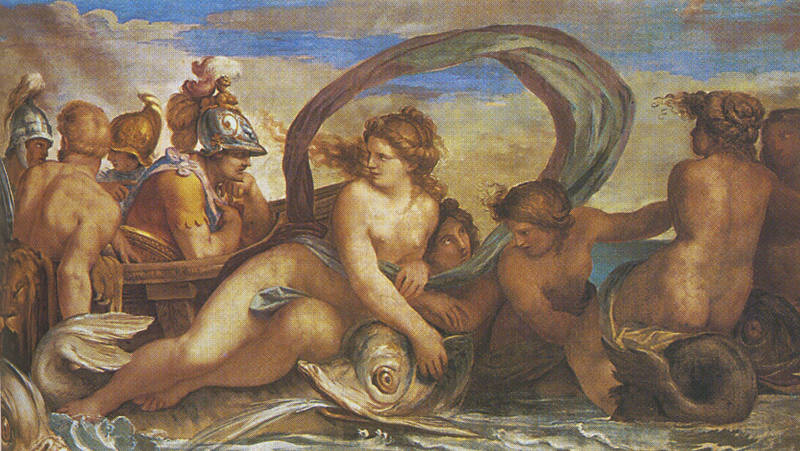
Thetys und Peleus, 1601–02, Fresko im Palazzo del Giardino, Parma

### Stiche

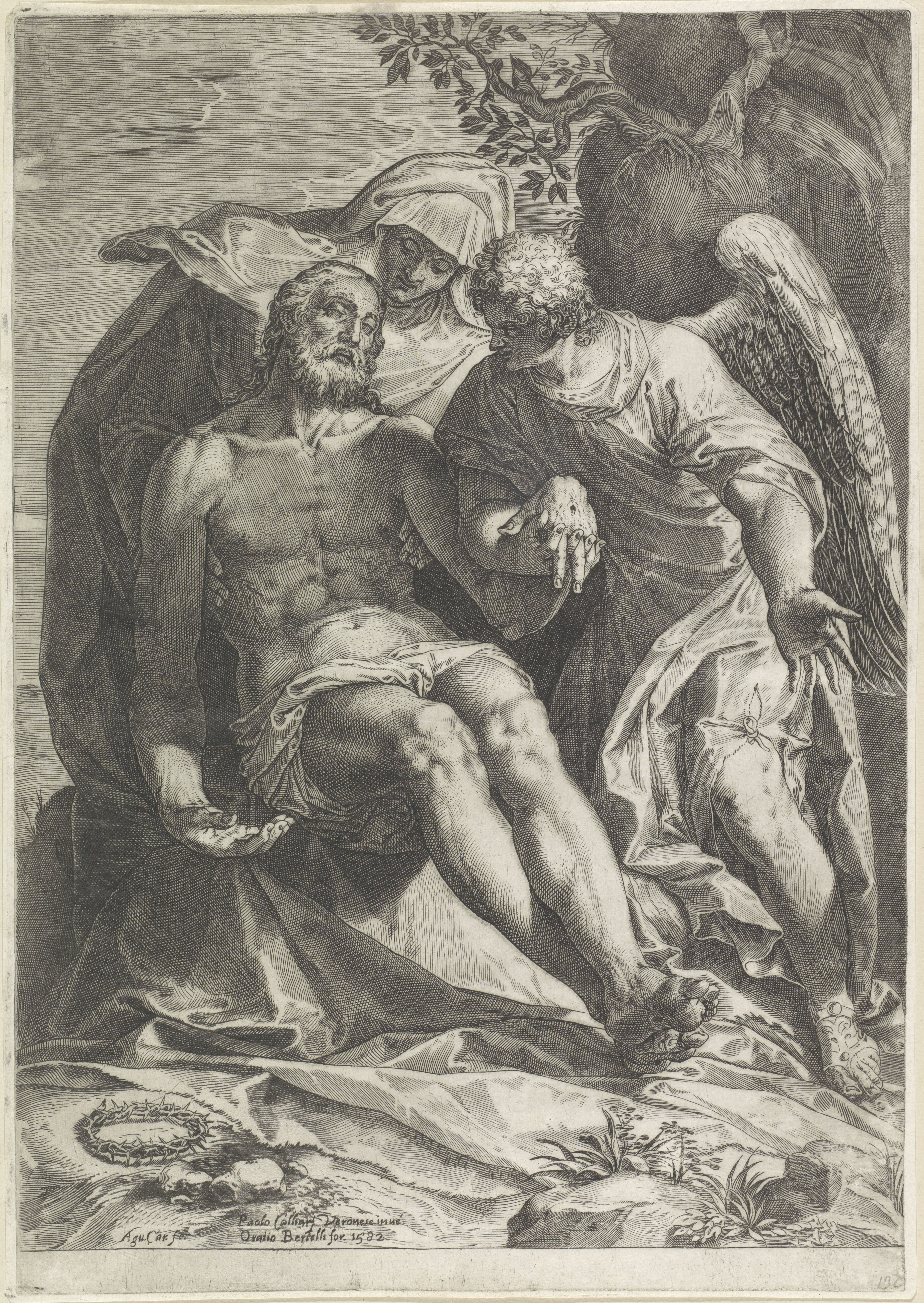
Pietà, nach Paolo Veronese, 1582 (Rijksmuseum, Amsterdam)
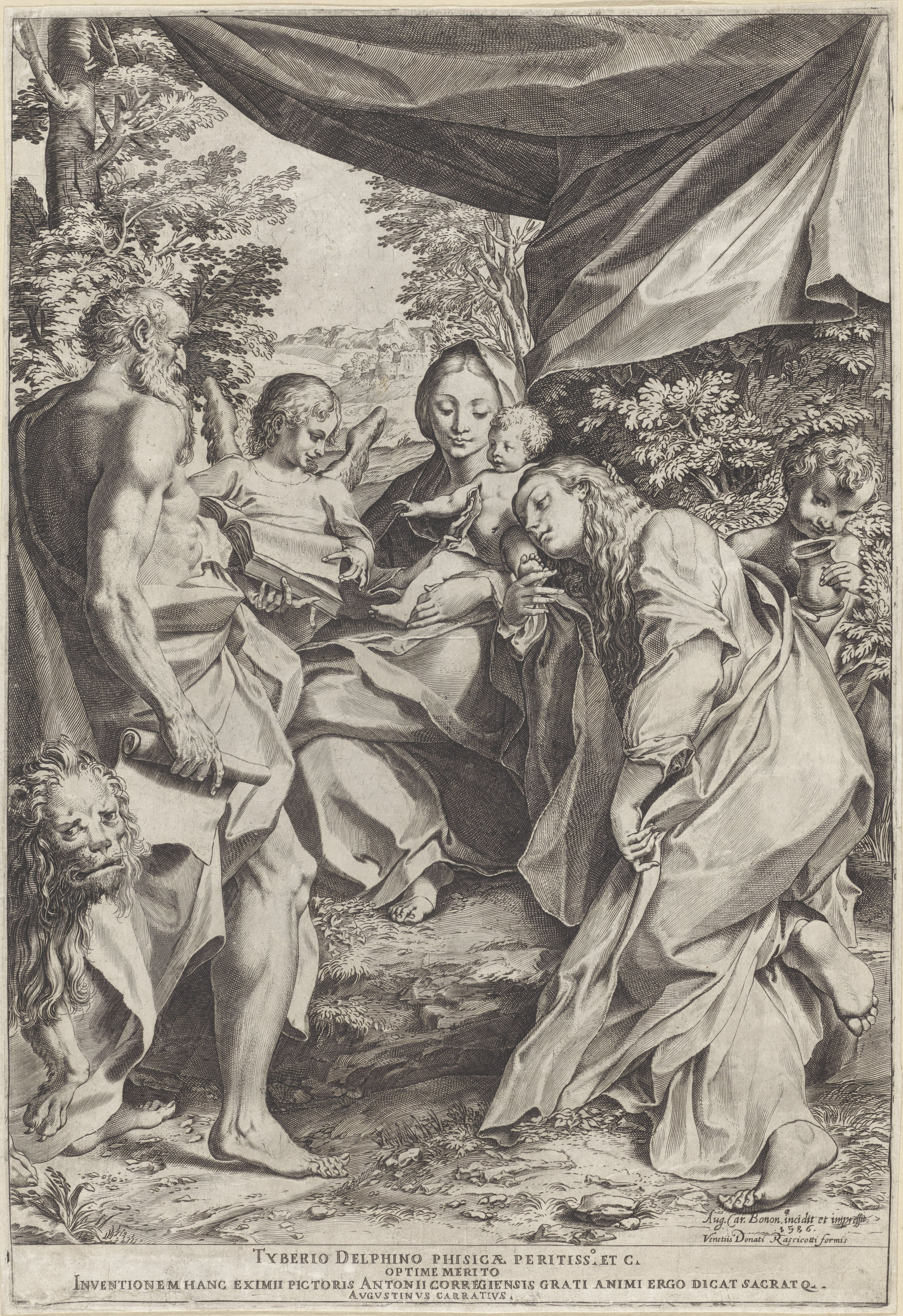
Madonna mit Kind und Heiligen, nach Correggio, 1586 (Rijksmuseum, Amsterdam)
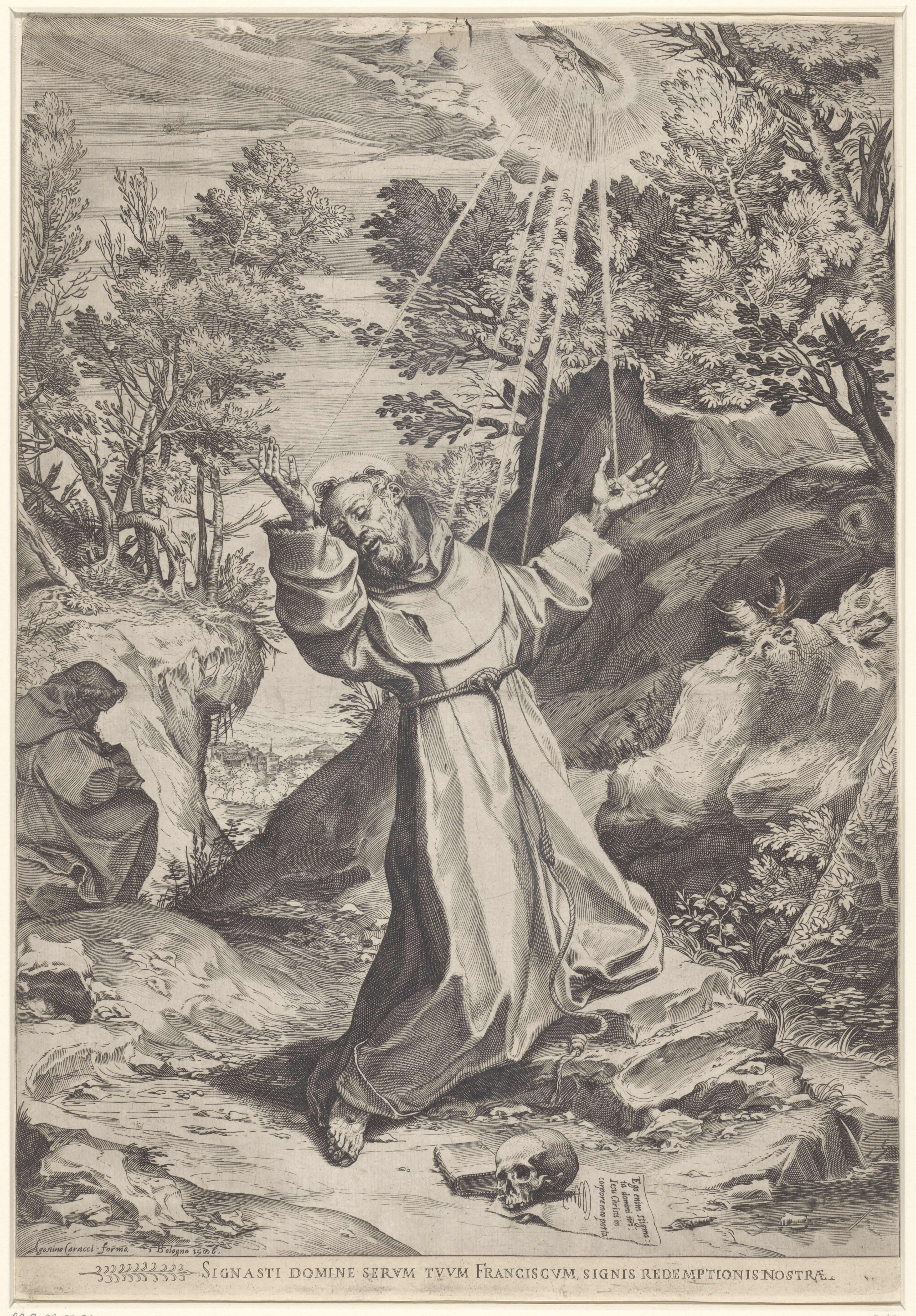
Der heilige Franziskus empfängt die Stigmata, nach Ludovico Carracci, 1586 (Rijksmuseum, Amsterdam)
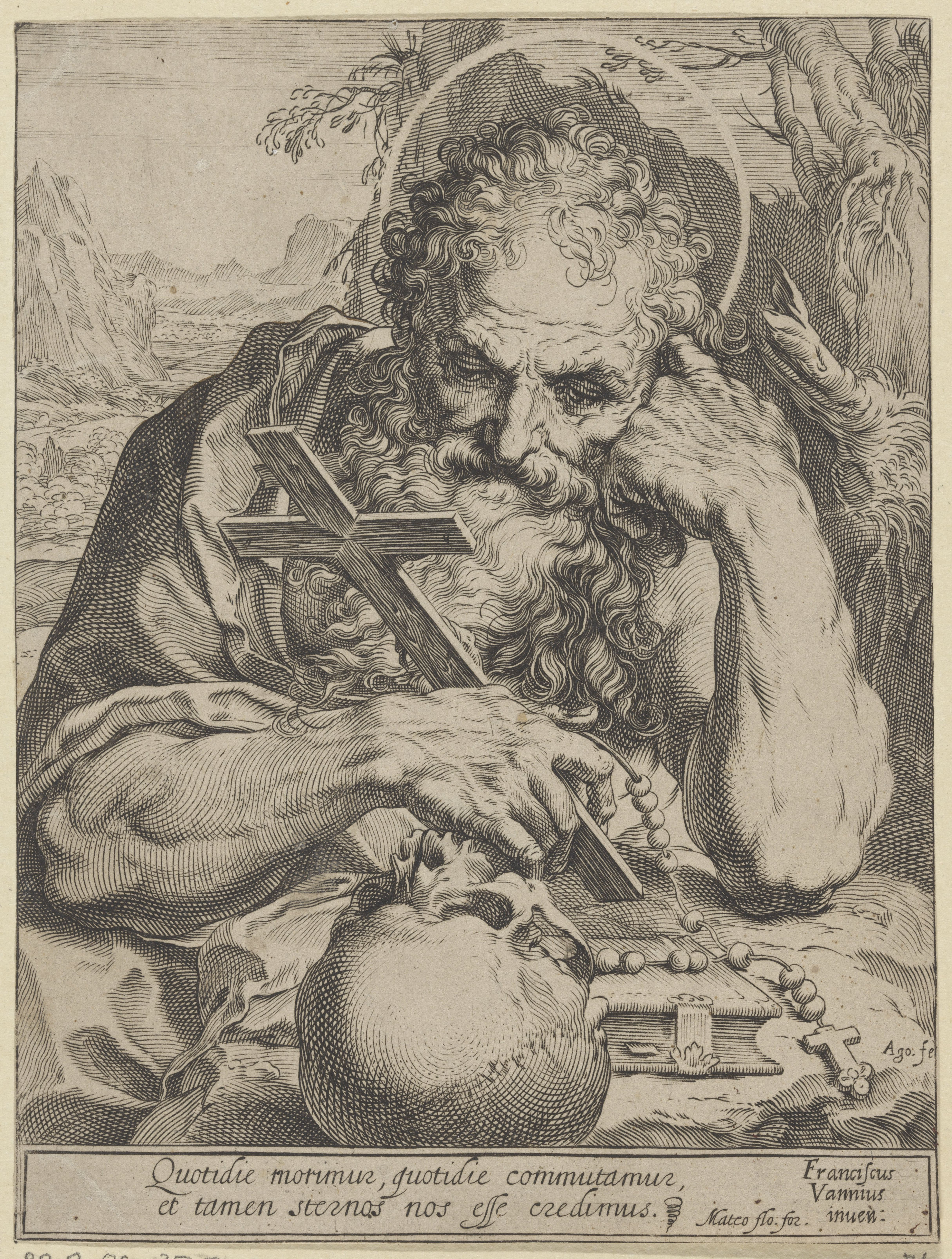
Der Hl. Hieronymus, nach Francesco Vanni, ca. 1595 (Rijksmuseum, Amsterdam)
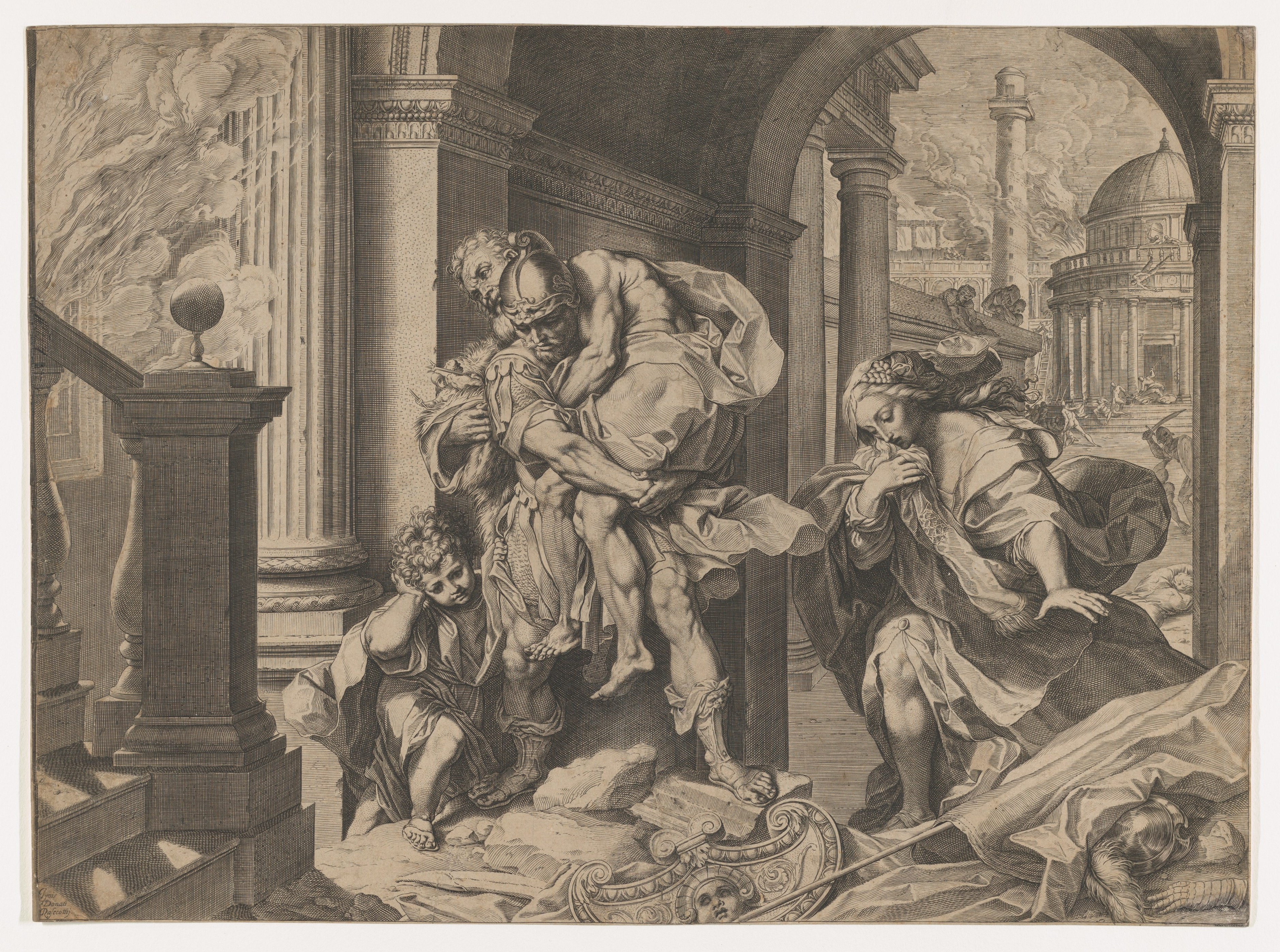
Aeneas und seine Familie fliehen aus Troja, 1595, nach Federigo Barrocci (Metropolitan Museum, New York)
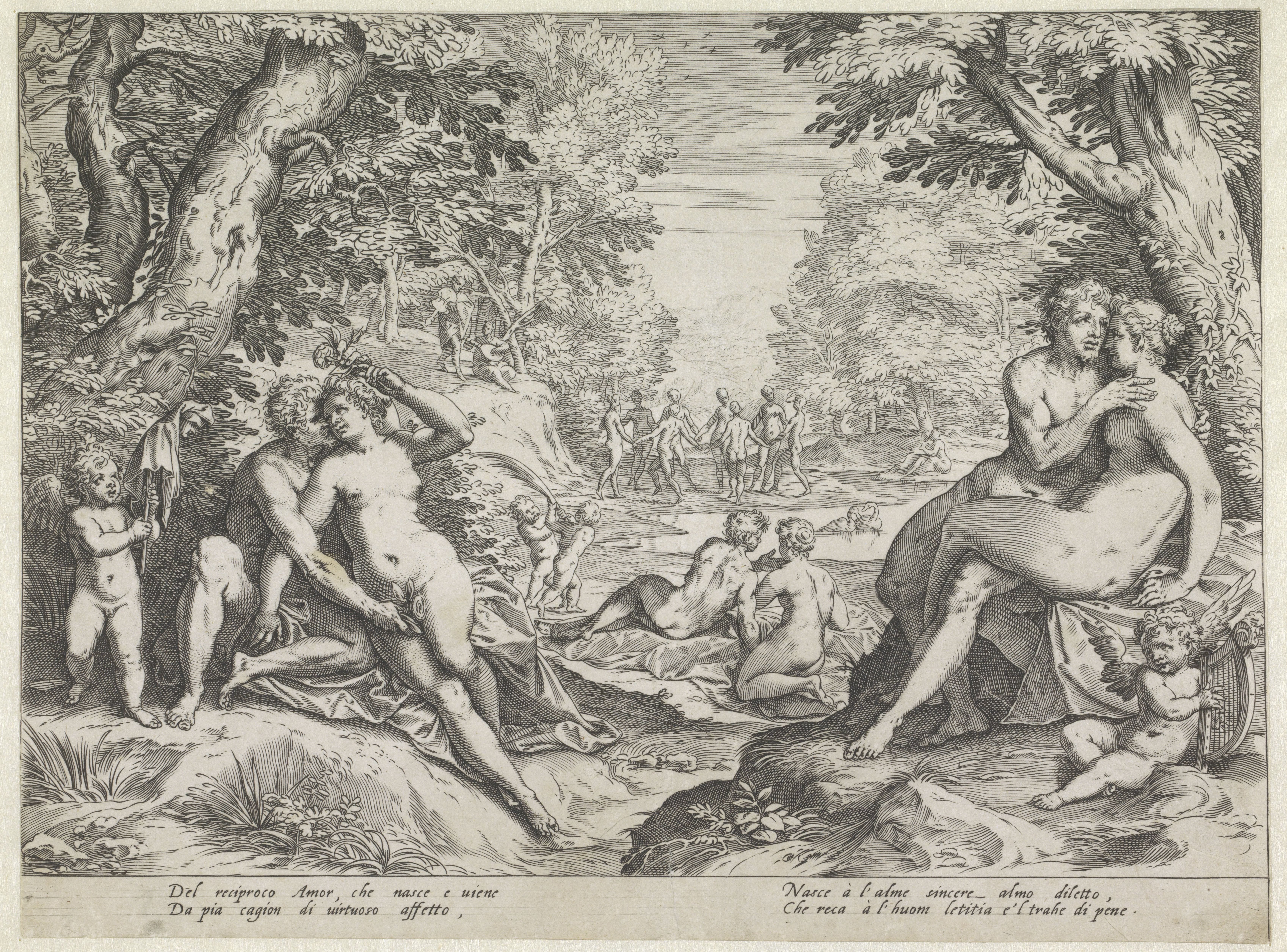
Reciproco Amore, nach Paolo Fiammingo, ca. 1589–1595 (Rijksmuseum, Amsterdam)

## Werke (Auswahl)
- Anbetung der Hirten, San Bartolomeo di Reno, Bologna, ca. 1584
- Madonna mit Kind und Heiligen, Galleria nazionale di Parma, 1586
- Letzte Kommunion des Hl. Hieronymus, Pinacoteca Nazionale di Bologna, ca. 1592
- Himmelfahrt Mariens, Pinacoteca nazionale di Bologna, ca. 1593
- Letztes Abendmahl, Prado, Madrid, ca. 1594–95
- Porträt der Anna Parolini Guicciardini, Gemäldegalerie, Berlin, 1598[3]
- Arrigo peloso, Pietro matto und Amon nano, Museo di Capodimonte, Neapel
- Hl. Familie mit der Hl. Margherita, Museo di Capodimonte, Neapel
- Zwei Szenen in der Galleria Farnese, Rom, 1597–1600:
  - Thetys und Peleus,
  - Aurora und Kefalos.